# Robert Langdon
Robert Langdon is een personage uit de boeken van Dan Brown en verscheen voor het eerst in Het Bernini Mysterie. Hij is hoogleraar kunstgeschiedenis aan de Harvard-universiteit. Het personage werd vooral bekend door zijn verschijning in De Da Vinci Code. Ook in Het Verloren Symbool in 2009, in Inferno in 2013 en in Oorsprong in 2017 liet Brown hem weer verschijnen.
In de wereld van Dan Brown werd Robert Langdon, net als Brown zelf, op 22 juni 1964 geboren in Exeter (New Hampshire, Verenigde Staten). Dat betekent dat hij aan het begin van Het Verloren Symbool 45 jaar oud is.
Toen hij zeven jaar was viel Langdon in een waterput, waar hij een claustrofobisch trauma aan heeft overgehouden. Dat is de reden waarom hij in een groot en verlicht huis woont, een huis vol met religieuze kunst. In ieder boek voelt Langdon zich fysiek aangetrokken door zijn vrouwelijke tegenspeelster, maar hij is nooit getrouwd en heeft geen kinderen.
In 2006 vertolkte Tom Hanks de rol van professor Langdon in The Da Vinci Code. Dit deed hij opnieuw in 2009 voor de verfilming van Angels & Demons en in 2016 voor de verfilming van Inferno.